# 松下忠洋
松下忠洋（1939年2月9日—2012年9月10日），日本的建設官僚、政治家。共擔任五屆眾議院議員。

## 生平
歷任建設省河川局砂防部部長、眾議院內閣委員長、內閣府特命擔當大臣（金融擔當）、國民新黨副代表兼鹿兒島縣支部代表。
2012年9月10日擔當金融擔當大臣期間，在家中發現身亡，警視廳證實死因是自縊，現場留有給妻子的遺書。松下是日本戰後第二位任內自殺的國務大臣。原因可能是即將在9月12日發行的《週刊新潮》揭露他和一名女性長達20年的婚外情。另外，当时中日之间的货币互换协议是由松下忠洋推进，同时2012年也是中日韩自贸区形成的重要时间节点，因此松下忠洋的死因也被指和日本右翼团体及其背后势力有关。松下忠洋死后仅5天，待任驻华大使西宫伸一在自己家附近突然倒地昏迷，不治身亡。

## 外部連結
- 國民新黨 松下忠洋官方網站 （页面存档备份，存于） （已關閉）
- 松下忠洋 博客 （页面存档备份，存于）

| 官衔              | 官衔                                   | 官衔                       |
| ----------------- | -------------------------------------- | -------------------------- |
| 前任： 自見庄三郎 | 内閣府特命担当大臣 （金融擔當） 2012年 | 繼任： 安住淳 （臨時代理） |
| 議會席位          |                                        |                            |
| 前任： 山本公一   | 眾議院內閣委員長 2004年—2005年         | 繼任： 佐藤剛男            |